# Poblete
Poblete – gmina w Hiszpanii, w prowincji Ciudad Real, w Kastylii-La Mancha, o powierzchni 27,82 km². W 2011 roku gmina liczyła 2056 mieszkańców.